# Cinema de Omã

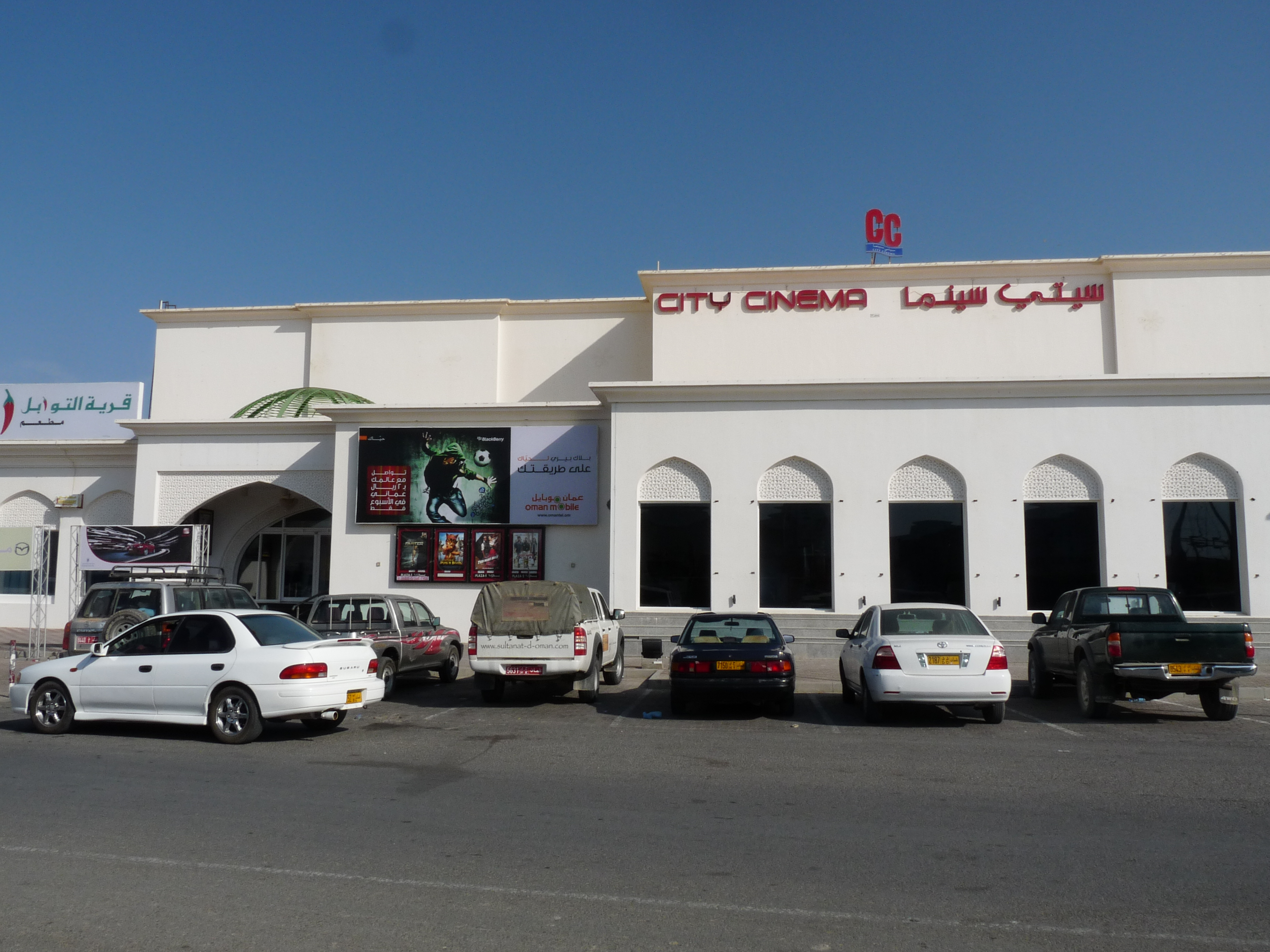
Sala de cinema localizada na cidade de Sur, Omán.

O cinema de Omán é uma indústria muito pequena. Até à data somente produziu-se um filme nesse país com verdadeiro impacto internacional, Al-Boom, de 2007. Inspirado parcialmente na popular obra de teatro de Samuel Beckett Esperando a Godot, Al-Boom relata a história de uma pequena comunidade pesqueira e das dificuldades que devem enfrentar.
Uma co-produção entre Omán e a Índia, Pirate's Blood, protagonizado por Sunny Leone e produzido por Stegath Dorr, foi estreado em 2008. O filme de Stegath Dorr Blood Desert foi estreado em 2014, muitos anos após ser exibida pela primeira vez no Festival de Cinema de Omán em 2006. Alguns filmes de Hollywood e de outros países como a Índia têm sido filmados parcial ou totalmente no país do ocidente de Ásia, como Personal Shopper, protagonizado por Kristen Stewart; Dishkiyaoon, protagonizado por Harman Baweja e Ayesha Khanna; Velli Vechathil, dirigido por Madhu Kaithapuram Killer Elite, protagonizado por Robert De Niro e Jason Statham e Once Upon a Time in Mumbai Dobaara!, protagonizado por Akshay Kumar, Sonakshi Sinha e Imran Khan, entre outras produções internacionais.
Um festival de cinema anual leva-se a cabo na cidade de Mascate.

## Filmes notáveis filmados em Omán
- Blood Desert (filmado em 2006)
- Killer Elite (2011)
- Once Upon a Time in Mumbai Dobaara! (2013)
- Operation Oman (2014)
- Dishkiyaoon (2014)
- Pirate's Blood  (Hollywood) (2010)
- Given More Than I Had (Bollywood, dirigida por Renny Johnson) (2016)
- Personal Shopper (Hollywood) (2016)
- Aiyaary (2018)